# Megaselia notipennis
Megaselia notipennis är en tvåvingeart som beskrevs av Borgmeier 1962. Megaselia notipennis ingår i släktet Megaselia och familjen puckelflugor. Inga underarter finns listade i Catalogue of Life.